# Friedrich Karl Ludwig (Schleswig-Holstein-Sonderburg-Beck)

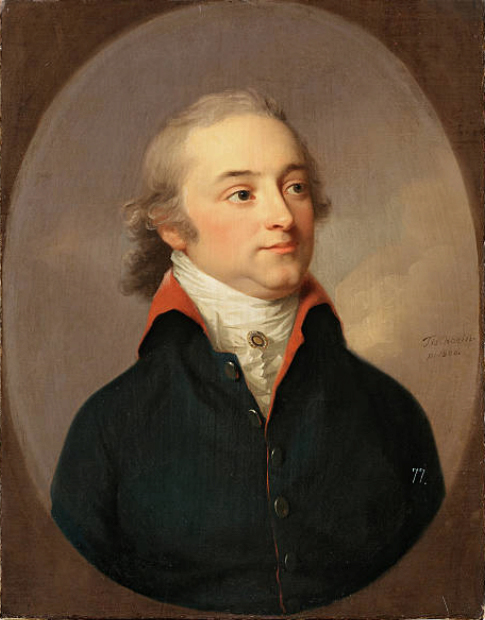
Johann Friedrich August Tischbein: Friedrich Karl Ludwig von Schleswig-Holstein-Sonderburg-Beck, um 1800

Friedrich Karl Ludwig von Schleswig-Holstein-Sonderburg-Beck (* 20. August 1757 in Königsberg; † 24. April 1816 auf Gut Wellingsbüttel bei Hamburg) war der letzte Herzog von Schleswig-Holstein-Sonderburg-Beck sowie preußischer, russischer und dänischer Generalleutnant.

## Leben

### Herkunft
Friedrich Karl Ludwig war der einzige Sohn des Herzogs von Schleswig-Holstein-Sonderburg-Beck Karl Anton August (1727–1759) und dessen Ehefrau Friederike Charlotte Antonie Amalie, geborene Gräfin zu Dohna-Leistenau (* 3. Juli 1738; † 21. April 1786 in Wolde).

### Militärkarriere
Nach dem frühen Tod seines Vaters wuchs er bei seiner Großmutter Dohna, einer geborenen Prinzessin von Holstein-Beck, in Königsberg auf. 1762 wollte Zar Peter III. – ein Herzog von Schleswig-Holstein-Gottorf – den greisen Karl Ludwig von Schleswig-Holstein-Sonderburg-Beck zum Feldmarschall ernennen (was dieser ablehnte) und wollte auch den fünfjährigen Friedrich Karl Ludwig nach Russland holen. Aber die Familie verhinderte, dass er in russische Dienste kam, zudem wurde der Zar bereits im Sommer 1762 ermordet.
1775 wollte er seinen Großvater Peter August von Schleswig-Holstein-Sonderburg-Beck besuchen, dieser war Gouverneur von Estland und hatte beste Kontakte zum russischen Hof. Dort wollte er dann den Militärdienst beginnen. Doch sein Großvater starb im Februar 1775. Gleichzeitig forderte Preußen Kriegskontributionen, die seine Mutter nicht zahlen konnte. Der preußische König Friedrich II. stimmte einem Erlass der Kontributionen zu, falls der junge Herzog in preußische Dienste treten würde.
So ging er auf Befehl des Königs ab dem 10. Juni 1775 zur französischen Militärakademie in Metz. Anfang 1776 machte er eine Studienreise durch Italien, wo er erkrankte und zu seiner Tante nach Quedlinburg zurückkehrte. 1777 erhielt er das Patent als Major der Preußischen Armee und wurde im Infanterieregiment „von Knobelsdorff“ in Stendal angestellt. Mit ihm nahm er am Bayerischen Erbfolgekrieg teil. Nach dem Frieden von Teschen wurde er jüngster Stabsoffizier im Infanterieregiment „von Schlieben“. Friedrich Karl Ludwig sah das als Zurückstellung und beantrage mehrfach seine Entlassung.
Am 14. September 1781 dimittierte er als Oberstleutnant, um auf seinen Gütern zu wirtschaften. Der neue preußische König Friedrich Wilhelm II. holte ihn am 30. Dezember 1786 als Oberst zurück und gab ihm das Grenadierbataillon „von Klingspor“. 1789 machte man ihn zum Generalmajor und im Jahr darauf erhielt er das Infanterieregiments „von Voß“, mit dem er sich an der Niederschlagung des Kościuszko-Aufstands beteiligt. Danach wurde er in Ostrołęka stationiert. 1795 wurde er Kommandeur von Krakau und Generalleutnant.
1797 dimittierte er erneut und trat anschließend als Generalleutnant und Chef des Pawlowskischen Grenadierregiments in Russische Dienste. Im März 1798 wurde er verabschiedet und studierte dann in Leipzig Physik, Mathematik und Chemie. Ab 1800 begab er sich wieder auf sein Gut Lindenau in Ostpreußen. 1808 wurde er Deputierter der Ostpreußischen Stände.
1810 besuchte er seinen in dänischen Diensten stehenden Sohn in Kopenhagen, wo der König ihn zum Generalleutnant ernannte und ihn mit dem Gut Wellingsbüttel bei Hamburg belehnte. Dort verbrachte er dann seine letzten Lebensjahre.

### Privates
Neben seiner militärischen Laufbahn kümmerte er sich auch um die Landwirtschaft, ihm wird die Einführung von feinwolligen Schafen in mehreren Ländern Europas zugeschrieben. Er war auch Mitglied zahlreicher „öconomischer Societäten“ (u. a. Königsberg, Rostock) und der Naturforschenden Gesellschaft in Unna.

### Familie
Im Jahr 1780 heiratete er Friederike von Schlieben (1757–1827), eine Tochter des preußischen Ministers Graf Leopold von Schlieben (1723–1788). Das Paar hatte folgende Kinder:
- Friederike (* 13. Dezember 1780; † 19. Januar 1862) ⚭ 1800 Samuel von Richthofen (1769–1808)
- Luise (* 28. September 1783; † 24. November 1803) ⚭ 1803 Friedrich Ferdinand von Anhalt-Köthen (1769–1830)
- Friedrich Wilhelm Paul Leopold (1785–1831) ⚭ 1810 Luise Karoline von Hessen-Kassel (1789–1867)

### Ehrungen
Friedrich Karl Ludwig war Ritter zahlreicher Orden:
- Pfälzer Hubertus-Orden am 2. Februar 1776
- Roter Adlerorden I. Klasse am 8. November 1794
- Alexander-Newski-Orden
- Elefanten-Orden (343. Verleihung, 12. November 1804)[2]